# Carl Schutte
Carl Schutte (n. 5 octombrie 1887, Kansas City, Missouri, SUA – d. 24 iunie 1962, Seattle, Washington, SUA) a fost un ciclist de performanță ce a reprezentat Statele Unite ale Americii, medaliat olimpic. A participat la o ediție a Jocurilor Olimpice (1912) în care a câștigat două medalii de bronz.